# Marten Zwanenburg
Marten Coenraad Zwanenburg (Utrecht, 29 september 1972) is een Nederlands jurist gespecialiseerd in het internationaal recht en het militair recht.
Zwanenburg werd geboren in Utrecht, waar zijn vader Wiecher Zwanenburg (1933-2024) hoogleraar Franse taal en letterkunde aan de Universiteit Utrecht was. Hij studeerde rechten aan de Universiteit Leiden van 1991 tot 1997, waar hij afstudeerde in het internationaal recht en het civiel recht. Tijdens zijn studie werd hij lid van Mordenate College, de studievereniging voor excellente rechtenstudenten opgericht door Hein Schermers. Hij werkte ook enige tijd voor het Bureau van de Hoge Commissaris van de Verenigde Naties voor de Mensenrechten en als verkiezingswaarnemer in Bosnië en Herzegovina voor de OVSE. Na zijn afstuderen werd hij promovendus en docent internationaal strafrecht aan de Universiteit Leiden, waar hij op 26 februari 2004 promoveerde op het proefschrift Accountability under International Humanitarian Law for United Nations and North Atlantic Treaty Organization Peace Support Operations; promotor was Horst Fischer. Het boek werd datzelfde jaar ook uitgegeven door Brill onder de titel Accountability for Peace Support Operations en won de Max van der Stoel-Mensenrechtenprijs, de Paul Reuter-prijs van het Internationaal Comité van het Rode Kruis en de Francis Lieber Prize van de American Society of International Law. Van 1998 tot 2002 was hij tevens redacteur van het Leiden Journal of International Law.
Vanaf november 2001 was Zwanenburg werkzaam als jurist bij het ministerie van Buitenlandse Zaken; in 2002 stapte hij over naar het ministerie van Defensie. In 2013 keerde hij weer terug naar Buitenlandse Zaken als senior jurist bij de Directie Juridische Zaken. In 2019 werd hij benoemd tot hoogleraar militair recht aan de Faculteit Militaire Wetenschappen Nederlandse Defensie Academie, naast zijn werk bij het ministerie. In 2021 verliet hij het ministerie van Buitenlandse Zaken en werd hij benoemd tot hoogleraar militair recht aan de Universiteit van Amsterdam, als opvolger van Terry D. Gill die met emeritaat was gegaan. Op 14 december 2022 hield hij daar zijn oratie, getiteld Athene's Algoritmes: het recht tijdens militaire operaties in het licht van technologische ontwikkelingen.